# Filkino (obwód wołogodzki)
Filkino (ros. Филькино) – wieś w Rosji, w rejonie wołogodzkim obwodu wołogodzkiego. W 2010 r. liczyła 3 mieszkańców.